# ۲۴۰ (میلادی)
۲۴۰ (میلادی) دویست و چهلمین سال تقویم میلادی است.

## زادگان
شاپور اول، شاهنشاه ایران

## درگذشتگان
‎